# Pauridiantha camposii
Pauridiantha camposii är en måreväxtart som först beskrevs av George Taylor, och fick sitt nu gällande namn av Nicolas Hallé. Pauridiantha camposii ingår i släktet Pauridiantha och familjen måreväxter.
Artens utbredningsområde är São Tomé. Inga underarter finns listade i Catalogue of Life.